# Regimentsholz

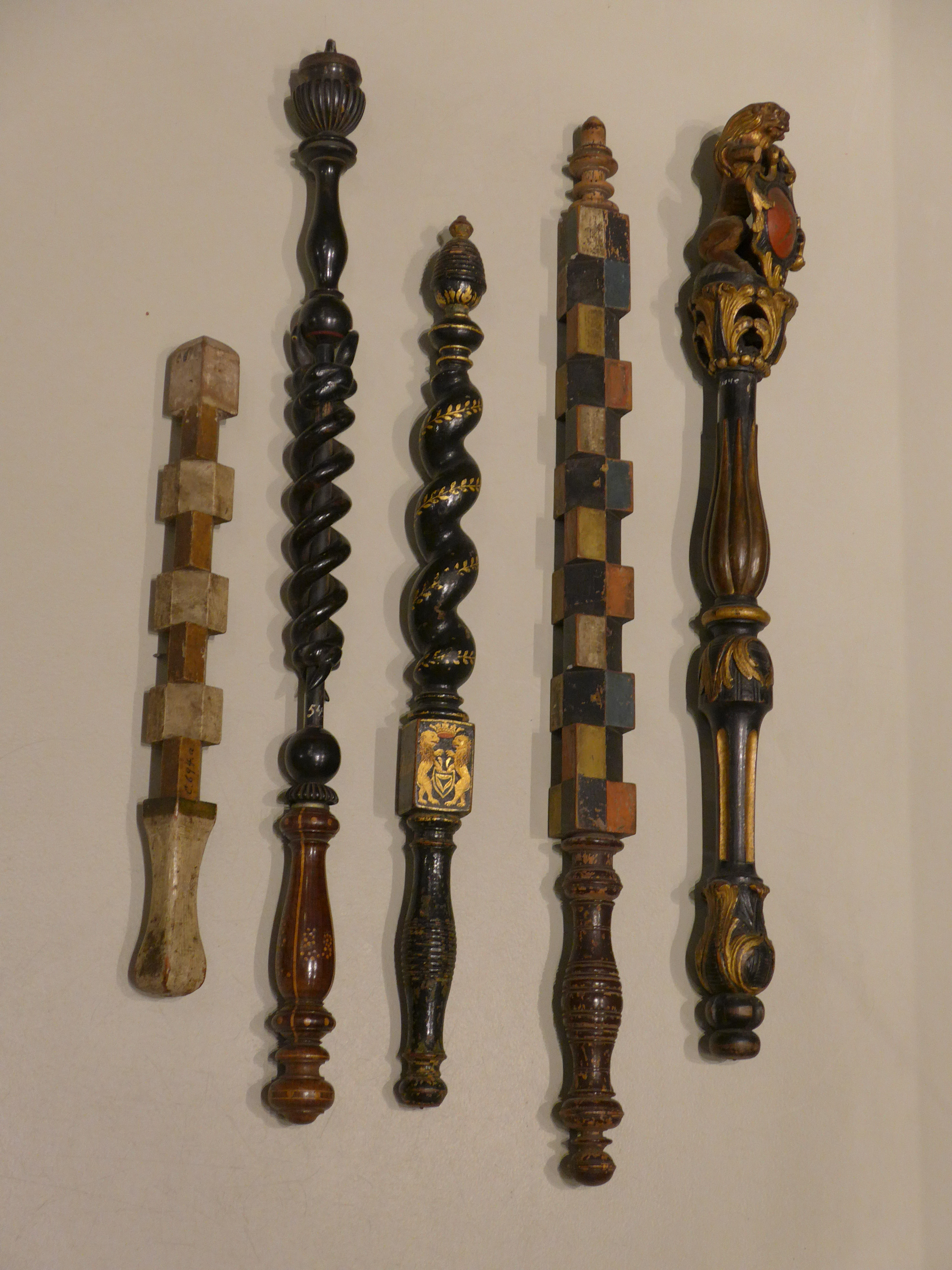
Schafferstäbe aus dem Focke-Museum Bremen

Das Regimentsholz (auch Reglement, Schafferstab, Schafferholz, Zunftzepter, Aufschlagstab, Aufklopfer, Klopfholz) ist ein in den deutschsprachigen Landschaften Mitteleuropas von der frühen Neuzeit bis zum Ende der Zünfte gebrauchtes Amts- und Würdezeichen in Form eines Stabes, mit dem der Vorsitzende („Älteste“) bei den Zusammenkünften der Zunftmeister, Gesellenvereinigungen, Innungen oder Bruderschaften durch Aufklopfen den Beginn ankündigen und Ruhe befehlen konnte. Da es ein Herrschaftszeichen war, ist es, ähnlich wie ein Zepter, meist markant gestaltet, zum Beispiel balusterförmig gedrechselt, bemalt oder mit Ornament beschnitzt und mit bunten Bändern bestückt.
Möglicherweise eher den Gesellenvereinigungen zuzuordnen sind Regimentshölzer vierkantiger, mit derben Kerben versehener Form, die, über die Tischkante gezogen, ein unüberhörbares, Stille gebietendes, ratterndes Signal an die laute Gesellschaft hören ließen. In Braunschweiger Quellen werden sie als Swinegel (=Igel) bezeichnet, mit ihnen sollen die Gesellen, die sich etwas zuschulden hatten kommen lassen, auch geprügelt worden sein. Ob sie, wie vermutet, auch die Funktion eines Zepters des jeweiligen Versammlungsältesten hatten, ist bislang unbelegt. An die Stelle zepterähnlicher Zeichen konnten im rituellen Brauchtum der Morgensprache und anderer rituell ausgestalteter Zusammenkünfte in den Zünften auch andere Gegenstände treten, etwa ein besonderer Hammer bei den Schmieden.
Im Gegensatz zu der Vielzahl von in Museen erhaltenen realen Objekten ist die Überlieferungslage zur Funktion, zu Bedeutung und Gebrauch unbefriedigend, die oben beschriebenen Verwendungen sind nur durch indirekte, archivalisch wenig abgesicherte Nachrichten vermittelt.